# 长洲区
长洲区是中国广西壮族自治区梧州市所辖的一个市辖区。1984-2003年称为梧州市郊区总面积为378平方公里，區人民政府駐大塘街道新兴二路193号。

## 行政区划
长洲区下辖3个街道办事处、2个镇：
大塘街道、兴龙街道、红岭街道、长洲镇和倒水镇。

## 人口
根据第七次全国人口普查数据，截至2020年11月1日零时，长洲区常住人口为299344人。

## 交通

### 公路
- 包茂高速、 梧柳高速、 207国道

### 鐵路
- 梧州站：益湛铁路